# ちゃんばらグラフィティー 斬る!
『ちゃんばらグラフィティー 斬る!』（-きる）は、1981年（昭和56年）製作・公開、日本の長篇アンソロジー映画である。

## 概要
東映が1951年（昭和26年）の創立以来30周年を迎えたことを記念して製作。片岡千恵蔵、市川右太衛門、萬屋錦之介、大川橋蔵のインタビューを織り交ぜながら、東映の昔のチャンバラ映画を集めて分類し再構成した映画。本作のプロデューサー・東映の豊島泉は「僕だけで200本くらい見たけど、やっぱり一番フューチャーしたかったのは沢島忠監督やったね。ずば抜けて面白かった。沢忠さんというのは、日本映画史の中からすごく欠落している人なんやな。誰かちゃんと評価せんともう忘れ去られると思う。僕らの世代がギリギリ子どものとき見た世代やし。今見てもその感覚は今的やもんな」などと1985年のインタビューで述べていた。
1972年（昭和47年）に劇場用映画の監督を引退したマキノ雅弘は、引退後、テレビ映画の監督を同名義で行っていたが、本作の総監修を機に「マキノ雅裕」と表記を改名した。

## 製作
東映は1978年（昭和53年）の『柳生一族の陰謀』の大ヒットで、時代劇復興かと期待させ、以降、立て続けに時代劇大作を連打したが、いま一つファンを吸収しきれなかった。それは権力闘争の駆け引きをテーマにして、チャンバラの醍醐味を忘れたからとの反省がなされ、そこから本作の企画が挙がった。昔のファンにとっては懐かしの名場面、若い層には幻の伝説になっている黄金期の東映時代劇をアンソロジーとして再編集し、チャンバラ映画、娯楽時代劇の良さを再確認しようという狙いだった。
監督の浦谷年良はテレビマンユニオンの社員ディレクターで、マキノ雅裕の自伝的ドキュメンタリー『あゝにっぽん活動大写真』（1978年、TBS系列）で演出を手掛けるなど、元々、映画監督になりたかった人で、マキノの最後の弟子を自称、東映に「東映スタッフより東映に詳しい」と言われた東映時代劇の熱烈なファンであった。この浦谷が1978年の『柳生一族の陰謀』がヒットした時、今回と同じような「チャンバラ大全集」を企画し、日本テレビに売り込んでいた。本作で選んだ作品は全て浦谷がピックアップしたもので、構成・編集も浦谷が行った。つまり作品の選別過程で東映の協力を要したのは勿論だが、ほとんど浦谷一人で作った作品と見られる。総監修名義のマキノ雅弘も、制作には全く関わっていないのかも知れない。読売新聞1980年10月21日の記事では「狂言回しに桂三枝を予定している」と書かれている。

## スタッフ
- 企画 : 佐々木嗣郎、佐藤雅夫、豊島泉、尼子創一
- 総監修 : マキノ雅裕
- 監督 : 浦谷年良
- 編集 : 鈴木宏始
- ナレーター : 柄本明、ベンガル

- 音楽監督 : 宇崎竜童
- 音楽プロデューサー : 高桑忠男
- 主題歌 : 『ちゃんばらロックンロール』『アーリータイムス・ジャンクション』
作詞 : 島武実、作曲 : 宇崎竜童、演奏 : 子供ばんど

- 製作 : 東映京都撮影所
- 製作協力 : 東映化学、マツダ映画社

- フォーマット : フジカラー - 東映スコープ （2.35:1） - モノラル録音

## 引用作品
- 『渋川伴五郎』 : 監督築山光吉、製作日活、1922年
- 『雄呂血』 : 監督二川文太郎、製作阪東妻三郎プロダクション、1925年
- 『忠治旅日記』 : 監督伊藤大輔、製作日活、1927年
- 『浪人街』 : 監督マキノ雅弘、製作マキノ・プロダクション 1928年 - 1929年
- 『ごろん棒時代』 : 監督振津嵐峡、製作片岡千恵蔵プロダクション、1929年
- 『旗本退屈男』 : 監督古海卓二、製作市川右太衛門プロダクション、1930年
- 『鞍馬天狗 角兵衛獅子の巻』 : 監督マキノ正博・松田定次、製作日活、1938年
- 『新諸国物語 笛吹童子 第一部 どくろの旗』 : 監督萩原遼、1954年
- 『新諸国物語 笛吹童子 第二部 幼術の闘争』 : 監督萩原遼、1954年
- 『新諸国物語 笛吹童子 第三部 満月城の凱歌』 : 監督萩原遼、1954年
- 『新諸国物語 紅孔雀 第一篇』 : 監督萩原遼、1954年
- 『新諸国物語 紅孔雀 第二篇 呪いの魔笛』 : 監督萩原遼、1954年
- 『新諸国物語 紅孔雀 第三篇 月の白骨城』 : 監督萩原遼、1955年
- 『新諸国物語 紅孔雀 完結篇 廃墟の秘宝』 : 監督萩原遼、1955年
- 『血槍富士』 : 監督内田吐夢、1955年
- 『天兵童子 完結篇 日の丸初陣』 : 監督内出好吉、1955年
- 『任侠清水港』 : 監督松田定次、1957年
- 『仇討崇禅寺馬場』 : 監督マキノ雅弘、1957年
- 『水戸黄門』 : 監督佐々木康、1957年
- 『富士に立つ影』 : 監督佐々木康、1957年
- 『はやぶさ奉行』 : 監督深田金之助、1957年
- 『旗本退屈男 謎の蛇姫屋敷』 : 監督佐々木康、1957年
- 『任侠東海道』 : 監督松田定次、1958年
- 『おしどり駕籠』 : 監督マキノ雅弘、1958年
- 『丹下左膳』 : 監督松田定次、1958年
- 『火の玉奉行』 : 監督深田金之助、1958年
- 『鶯城の花嫁』 : 監督松村昌治、1958年
- 『新選組』 : 監督佐々木康、1958年
- 『殿さま弥次喜多 怪談道中』 : 監督沢島忠、1958年
- 『旗本退屈男』 : 監督松田定次、1958年
- 『快傑黒頭巾』 : 監督松村昌治、1958年
- 『一心太助 天下の一大事』 : 監督沢島忠、1958年
- 『若さま侍捕物帖 紅鶴屋敷』 : 監督沢島忠、1958年
- 『殿さま弥次喜多 捕物道中』 : 監督沢島忠、1959年
- 『旗本退屈男 謎の南蛮太鼓』 : 監督佐々木康、1959年
- 『忠臣蔵 桜花の巻 菊花の巻』 : 監督松田定次、1959年
- 『右門捕物帖 片眼の狼』 : 監督沢島忠、1959年
- 『たつまき奉行』 : 監督マキノ雅弘、1959年
- 『新吾十番勝負』 : 監督松田定次、1959年
- 『孔雀城の花嫁』 : 監督松村昌治、1959年
- 『大菩薩峠 完結編』 : 監督内田吐夢、1959年
- 『紅顔の密使』 : 監督加藤泰、1959年
- 『旗本退屈男 謎の大文字』 : 監督佐々木康、1959年
- 『水戸黄門 天下の副将軍』 : 監督松田定次、1959年
- 『快傑黒頭巾 爆発編』 : 監督松村昌治、1959年
- 『新吾十番勝負 第二部』 : 監督小沢茂弘、1959年
- 『一心太助 男の中の男一匹』 : 監督沢島忠、1959年
- 『雪之丞変化』 : 監督マキノ雅弘、1959年
- 『旗本退屈男 謎の幽霊島』 : 監督佐々木康、1960年
- 『殿さま弥次喜多』 : 監督沢島忠、1960年
- 『丹下左膳 妖刀濡れ燕』 : 監督松田定次、1960年
- 『右門捕物帖 地獄の風車』 : 監督沢島忠、1960年
- 『御存じいれずみ判官』 : 監督佐々木康、1960年
- 『新吾十番勝負 第三部』 : 監督松田定次、1960年
- 『ひばりの森の石松』 : 監督沢島忠、1960年
- 『新吾十番勝負 完結編』 : 監督松田定次、1960年
- 『暴れん坊兄弟』 : 監督沢島忠、1960年
- 『旗本退屈男 謎の暗殺隊』 : 監督松田定次、1960年
- 『危うし! 快傑黒頭巾』 : 監督松村昌治、1960年
- 『水戸黄門』 : 監督松田定次、1960年
- 『狐剣は折れず 月影一刀流』 : 監督佐々木康、1960年
- 『若さま侍捕物帖』 : 監督佐々木康、1960年
- 『白馬童子 南蛮寺の決斗』 : 監督仲木睦、1960年
- 『家光と彦左と一心太助』 : 監督沢島忠、1961年
- 『新吾二十番勝負』 : 監督松田定次、1961年
- 『右門捕物帖 南蛮鮫』 : 監督小沢茂弘、1961年
- 『赤穂浪士』 : 監督松田定次、1961年
- 『月形半平太』 : 監督マキノ雅弘、1961年
- 『丹下左膳 濡れ燕一刀流』 : 監督松田定次、1961年
- 『宮本武蔵』 : 監督内田吐夢、1961年
- 『若き日の次郎長 東海一の若親分』 : 監督マキノ雅弘、1961年
- 『新吾二十番勝負 第二部』 : 監督松田定次、1961年
- 『水戸黄門 助さん格さん大暴れ』 : 監督沢島忠、1961年
- 『旗本退屈男 謎の七色御殿』 : 監督佐々木康、1961年
- 『反逆児』 : 監督伊藤大輔、1961年
- 『ひばり・チエミの弥次喜多道中記』 : 監督沢島忠、1962年
- 『旗本退屈男 謎の珊瑚屋敷』 : 監督中川信夫、1962年
- 『源氏九郎颯爽記 秘剣揚羽の蝶』 : 監督伊藤大輔、1962年
- 『千姫と秀頼』 : 監督マキノ雅弘、1962年
- 『宮本武蔵 般若坂の決斗』 : 監督内田吐夢、1962年
- 『旗本退屈男 謎の竜神岬』 : 監督佐々木康、1963年
- 『いれずみ半太郎』 : 監督マキノ雅弘、1963年
- 『右門捕物帖 蛇の目傘の女』 : 監督河野寿一、1963年
- 『新吾二十番勝負 完結篇』 : 監督松田定次、1963年
- 『柳生武芸帖 剣豪乱れ雲』 : 監督内出好吉、1963年
- 『宮本武蔵 二刀流開眼』 : 監督内田吐夢、1963年
- 『続・次郎長三国志』 : 監督マキノ雅弘、1963年
- 『関の弥太っぺ』 : 監督山下耕作、1963年
- 『十三人の刺客』 : 監督工藤栄一、1963年
- 『宮本武蔵 一乗寺の決斗』 : 監督内田吐夢、1964年
- 『宮本武蔵 巌流島の決斗』 : 監督内田吐夢、1965年
- 『沓掛時次郎 遊侠一匹』 : 監督加藤泰、1966年
- 『賞金稼ぎ』 : 監督小沢茂弘、1969年
- 『木枯し紋次郎 関りござんせん』 : 監督中島貞夫、1972年
- 『柳生一族の陰謀』 : 監督深作欣二、1978年

## キャスト
登場順
- 市川右太衛門
- 片岡千恵蔵
- 大友柳太朗
- 大川橋蔵
- 萬屋錦之介
- 尾上松之助
- 阪東妻三郎
- 大河内伝次郎
- 嵐寛寿郎
- 千原しのぶ
- 平幹二朗
- 三國連太郎
- 入江若葉
- 高倉健
- 月形龍之介
- 東千代之介
- 田代百合子
- 高千穂ひづる
- 千石規子
- 吉田義夫
- 三條雅也
- 毛利菊枝
- 松島トモ子
- 堺駿二
- 進藤英太郎
- 田中春男
- 丘さとみ
- 中原ひとみ
- 桜町弘子
- 大川恵子
- 佐久間良子
- 三田佳子
- 花園ひろみ
- 故里やよい
- 花柳小菊
- 長谷川裕見子
- 木暮実千代
- 久保菜穂子
- 山東昭子
- 雪代敬子
- 青山京子
- 喜多川千鶴
- 美空ひばり
- 中村嘉葎雄
- 沢村訥升
- 原健策
- 山形勲
- 三島雅夫
- 北大路欣也
- 松方弘樹
- 里見浩太郎
- 近衛十四郎
- 藤純子
- 鶴田浩二
- 若山富三郎
- 菅原文太
- 千葉真一
- 江利チエミ
- 十朱幸代
- 池内淳子

## 同時上映
『仕掛人梅安』
- 監督：降旗康男 原作：池波正太郎（『仕掛人・藤枝梅安』より） 主演：萬屋錦之介

## 註
1. 1 2  #外部リンク、「ちゃんばらグラフィティー 斬る!」、キネマ旬報、2009年11月4日閲覧。
2. 1 2 3 4 5 6 7 8 9 10  “〔芸能〕 懐かしの東映時代劇総集編 ―ちゃんばらグラフィティー 斬る!― 名場面をピックアップ 『笛吹童子』から『柳生一族の陰謀』まで”. 読売新聞夕刊 (東京: 読売新聞社):  p. 11. (1980年10月21日)
3. 1 2  土屋茂「映画の仕事Vol.8 プロデューサーの巻・後篇 ゲスト豊島泉」『プレイガイドジャーナル』1985年11月号、プレイガイドジャーナル社、33頁。
4. 1 2 3  スタジオポノック 公式ブログ - <悲惨日誌 第112回> 2011年2月7日～2月 – スタジオポノック 公式ブログ